# Inez Haynes Irwin
Inez Haynes Irwin (Rio de Janeiro, Brasil, 2 de março de 1873 — Scituate, Massachusetts, Estados Unidos, 25 de setembro de 1970) foi uma autora feminista e jornalista estadunidense nascida no Brasil, membra do Partido Nacional das Mulheres. Muitos de seus trabalhos foram publicados com seu antigo nome "Inez Haynes Gillmore". Ela escreveu mais de 40 livros e foi ativa no movimento sufragista no início dos anos 1900. Irwin era uma "mulher rebelde e ousada", mas se referia a si mesma como "a mais tímida dos seres". Morreu com 97 anos.

## Infância e educação
Inez Haynes nasceu em 2 de março de 1873 no Rio de Janeiro, Brasil, filha de Gideon Haynes e Emma Jane Hopkins Haynes. Seus pais eram de Boston, Estados Unidos, mas estavam no Brasil devido aos problemas comerciais de seu pai. Sua mãe era 24 anos mais nova que ele e teve que criar uma família de 17 filhos (10 deles próprios e os outros do primeiro casamento do marido). A família voltou para Boston, onde Haynes cresceu. Ela frequentou quatro escolas públicas e depois o Radcliffe College, entre 1897 e 1900.

## Carreira
Em agosto de 1897, Inez Haynes casou-se com Rufus H. Gillmore, um editor de jornal, e assumiu o nome de Inez Haynes Gillmore. Embora seu marido apoiasse seu feminismo, eles mais tarde se divorciaram. Ela publicou seu primeiro romance, June Jeopardy em 1908 e logo depois se tornou editora de ficção da The Masses, uma revista mensal de esquerda. Em janeiro de 1916, ela se casou com o escritor William Henry Irwin, e seu nome mudou para Inez Haynes Irwin, embora ela continuasse publicando com seu antigo nome, Inez Haynes Gillmore. Durante a Primeira Guerra Mundial, viveram na Europa, onde ela trabalhou como correspondente de guerra na Inglaterra, França e Itália. Inez Haynes estimou que entre 500.000 e 750.000 mulheres foram mortas na guerra. William Henry morreu em 1948 e ela se mudou para Scituate, Massachusetts, onde permaneceu até sua morte aos 97 anos de idade em 25 de setembro de 1970.
Inez Haynes foi uma líder feminista e ativista política. Ela era membro do Conselho Nacional do Partido Nacional das Mulheres, e escreveu a história do Partido, The Story of the Woman's Party, em 1921. Ela também escreveu uma história das mulheres americanas, Angels and Amazons: A Hundred Years of American Women (1933).

### Carreira de escritora
Além das obras de não ficção mencionadas acima, ela publicou mais de 30 romances, incluindo Angel Island (1914), uma "fantasia feminista radical" sobre um grupo de homens perdidos em uma ilha ocupada por mulheres aladas. Angel Island foi republicado em 1988 como um "clássico da literatura feminista", com uma introdução do autor de ficção Ursula K. Le Guin. Sua ficção frequentemente abordava questões feministas e a situação das mulheres, incluindo divórcio, paternidade solteira e problemas no local de trabalho.
Sua série de 15 livros infantis, "Maida", foi escrita ao longo de um período de 45 anos e conta a história de uma estudante cuja mãe faleceu e cujo pai é muito rico.

## Prêmios
- O. Henry Award, 1924 – pelo conto "The Spring Flight"[4]